# Xã Union, Quận Harrison, Missouri
Xã Union (tiếng Anh: Union Township) là một xã thuộc quận Harrison, tiểu bang Missouri, Hoa Kỳ. Năm 2010, dân số của xã này là 411 người.